# Зафар (джамоат)
Зафа́рский джамоат (тадж. Ҷамоати деҳоти Зафар) — сельская община (джамоат) в составе Фархорского района Хатлонской области Республики Таджикистан.
Административный центр — село Саховат.
Население — 11223 чел. (2011; 11385 в 2010, 12006 в 2009).
В состав джамоата входят 6 сёл:
| Населенный пункт | Старое название | Население, чел. (2009) | Население, чел. (2010) | Население, чел. (2011) | Население, чел. (2017) |
| ---------------- | --------------- | ---------------------- | ---------------------- | ---------------------- | ---------------------- |
| Истиклол         | Олимтой         | 308                    | 292                    | 241                    | 459                    |
| Навободи-Боло    |                 | 1806                   | 1713                   | 1686                   | 2248                   |
| Навободи-Поён    |                 | 2109                   | 1998                   | 1972                   | 2527                   |
| Саховат          | Карахчи         | 1668                   | 1582                   | 1569                   | 2083                   |
| Сомониён         | Сомончи         | 5035                   | 4775                   | 4777                   | 5461                   |
| Чоргул           |                 | 1080                   | 1025                   | 976                    | 1145                   |